# سعید برخورداری
سعید برخورداری (زادهٔ ‎۱۷ اردیبهشت ۱۳۶۸) بازیکن هندبال اهل ایران است.